# 黄毛竹
黄毛竹（学名：Neosinocalamus affinis f. ' Chrysotrichus affinis '），为禾本科下的一个栽培型变种。其小种加词“chrysotrichus”意为“具金色毛的”。
现接受名为慈竹（Bambusa emeiensis L.C.Chia & H.L.Fung, 1980）。